# Балагаччи
Балагаччи (рос. Балагаччы) — село у Вілюйському улусі Республіки Сахи Російської Федерації.
Населення становить 601 особу. Належить до муніципального утворення Тогуський наслег.

## Географія
Село розташоване на півночі улусу. Відстань до улусного центру — міста Вілюйська — 155 км.

### Клімат
| Клімат Балагаччи          | Клімат Балагаччи | Клімат Балагаччи | Клімат Балагаччи | Клімат Балагаччи | Клімат Балагаччи | Клімат Балагаччи | Клімат Балагаччи | Клімат Балагаччи | Клімат Балагаччи | Клімат Балагаччи | Клімат Балагаччи | Клімат Балагаччи | Клімат Балагаччи |
| Показник                  | Січ.             | Лют.             | Бер.             | Квіт.            | Трав.            | Черв.            | Лип.             | Серп.            | Вер.             | Жовт.            | Лист.            | Груд.            | Рік              |
| Середній максимум, °C     | −34,9            | −28,6            | −14,8            | −2,1             | 8,9              | 19,8             | 23,3             | 19,1             | 9,3              | −5               | −24,1            | −32,5            | −5               |
| Середня температура, °C   | −38,4            | −33,1            | −21,4            | −8,7             | 3,6              | 13,8             | 17,2             | 13,3             | 4,7              | −8,7             | −27,8            | −36,1            | −10              |
| Середній мінімум, °C      | −41,9            | −37,5            | −27,9            | −15,2            | −1,7             | 7,8              | 11,2             | 7,6              | 0,2              | −12,4            | −31,5            | −39,6            | −15              |
| Норма опадів, мм          | 10               | 8                | 9                | 12               | 21               | 37               | 48               | 37               | 33               | 28               | 19               | 15               | 277              |
| ------------------------- | ---------------- | ---------------- | ---------------- | ---------------- | ---------------- | ---------------- | ---------------- | ---------------- | ---------------- | ---------------- | ---------------- | ---------------- | ---------------- |
| Джерело: climate-data.org |                  |                  |                  |                  |                  |                  |                  |                  |                  |                  |                  |                  |                  |

## Історія
Згідно із законом від 30 листопада 2004 року органом місцевого самоврядування є Тогуський наслег.

## Населення
| 2002 | 2010 |
| ---- | ---- |
| 668  | ↘601 |

## Культура
У селі є музей історії Мастахської школи.